# Convair 340-crash in Pretoria
De Convair 340-crash in Pretoria verwijst naar de crash op 10 juli 2018 van de Convair 340 die eigendom was van het Nederlandse luchtvaartmuseum Aviodrome. Dit gebeurde tijdens een proefvlucht in Pretoria, Zuid-Afrika. Het vliegtuig werd getroffen door een motorstoring na de start en crashte in een fabriek toen de bemanning probeerde om terug te keren naar de luchthaven.

## Vliegtuig
Het vliegtuig, een Convair 340 met registratie ZS-BRV, werd oorspronkelijk geleverd aan de United States Air Force (USAF) in 1954 als een C-131D. Het werd door de USAF in 1987 uit de vloot gehaald en werd gedurende vijf jaar opgeslagen voordat het een bestemming kreeg voor de burgerluchtvaart. Het vliegtuig werd uiteindelijk overgenomen door Rovos Air (de luchtvaartafdeling van de Zuid-Afrikaanse spoorwegen Rovos Rail). Dit bedrijf startte in 2001 met luxe safarireizen in Zuid-Afrika met het vliegtuig. Het vliegtuig werd in 2009 uit de vlucht genomen en er werd niet meer mee gevlogen tot mei 2018, toen Rovos Air het aan het Nederlandse luchtvaartmuseum Aviodrome schonk. Het werd vliegtuig gerestaureerd en in de kleuren van Martin's Air Charter geschilderd, dat in de jaren 1950 Convairs in de lucht had (Martin's Air Charter wijzigde later van naam in Martinair). Het maakte deel uit van het plan om het vliegtuig naar Nederland over te vliegen; de vlucht stond gepland voor 12 juli 2018.

## Ongeluk
Ter voorbereiding op de vlucht naar Nederland werd een testvlucht ondernomen. Kort na het opstijgen kwam er rook uit de linker motor. Beelden in het vliegtuig laten zien dat de linker motor begon te trillen en er vuur ontstond uit de uitlaat. De piloten trachtten onmiddellijk naar vliegveld Wonderboom terug te keren, maar waren niet in staat om het vliegveld te bereiken. Het vliegtuig crashte in een fabriek op ongeveer 2 km afstand vanaf het vliegveld rond half vijf 's middags lokale tijd. De boordwerktuigkundige en een persoon op de grond kwamen om.

## Passagiers en bemanning
Het vliegtuig had 16 passagiers aan boord en een bemanning van 3 personen: twee piloten van Qantas en een boordwerktuigkundige, De twee piloten waren Australisch; de gezagsvoerder was piloot en instructeur voor de luchtvaartmaatschappij. De co-piloot was een gepensioneerde Airbus A380-gezagsvoerder. Beide mannen waren leden van Australia's Historical Aviation Restoration Society (HARS) en hadden in 2016 al eens een Convair van Rovos Air naar de thuisbasis van HARS bij Illawarra Regional Airport gevlogen, ten zuiden van Sydney. Beiden hadden meer dan 30 jaar vliegervaring in verschillende typen vliegtuigen.
| Nationaliteiten | Passagiers | Bemanning | Totaal |
| --------------- | ---------- | --------- | ------ |
| Australië       | 1          | 2         | 3      |
| Nederland       | 3          | 0         | 3      |
| Zuid-Afrika     | 12         | 1         | 13     |